# Wasserkraftwerk Gummering
Das Kraftwerk Gummering ist ein Laufwasserkraftwerk an der Isar.
Das 1957 eröffnete Kraftwerk liegt bei Gummering, einem Ortsteil der Gemeinde Niederviehbach, im niederbayerischen Landkreis Dingolfing-Landau. Die elektrische Leistung des Kraftwerks beträgt 14,8 MW.
Das Kraftwerk wurde von der E.ON Kraftwerke GmbH betrieben. Ihr operatives Geschäft wurde mit Wirkung zum 25. September 2015 durch zwei Ausgliederungen über die Uniper Holding GmbH auf deren Tochterunternehmen Uniper Kraftwerke GmbH übertragen.
Seit Dezember 2022 gehört die Gesellschaft als Teil der Uniper Holding GmbH als indirekte Folge des russischen Überfalls auf die Ukraine zu 99,12 % dem deutschen Staat.